# Кадміна Євлалія Павлівна
Євлалія Павлівна Кадміна (7 (19) вересня 1853, Калуга — 10 (22) листопада 1881, Харків) — російська оперна співачка (контральт, меццо-сопрано), драматична акторка.

## Життєпис

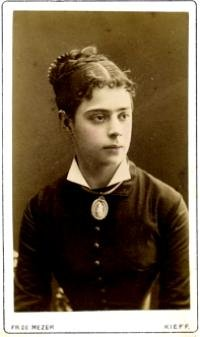
Євлалія Кадміна (початок 1970-х)

Євлалія Кадміна народилася в Калузі в родині калузького купця Павла Максимовича Кадміна й циганки Ганни Миколаївни. У XIX столітті подібні союзи вважалися вкрай незвичайними. Євлалія була молодшою з трьох сестер. Із раннього дитинства в неї став проявлятися буйний, дуже гордий і незалежний характер.
Євлалія росла замкнутою, самотньою дитиною, яка не сходилася абсолютно ні з ким, навіть з рідними сестрами. Вона рано навчилася читати й проводила весь вільний час за книгами. Батько виділяв її серед інших дітей, і в 12 років влаштував Євлалію в престижний навчальний заклад — Московський Єлизаветинський інститут.
Інститут славився суворою дисципліною й високим рівнем освіти. Для того щоб юних вихованок нічого не відволікало від навчання, всі вікна закладу були густо замазані крейдою, так що виглянути на вулицю не було ніякої можливості. Покидаючи стіни Єлизаветинського інституту, дівчата, як правило, ставали гувернантками. Усі звертали увагу на те, що це були «найбільш дикі гувернантки», так як присутність чоловіка за столом викликала в дівчат сильне збентеження. Дівчата були непристосовані до життя. Випускниці Кадміній вже підшукували робоче місце, як сталася одна зустріч, яка різко змінила все.
Юні вихованки часто давали концерти для гостей. Володіючи чудовим голосом, Євлалія часто брала в них участь. У 1870 році такий самодіяльний концерт відвідав Микола Григорович Рубінштейн. Вражений співом Євлалії, він переконав її неодмінно присвятити себе музиці й стати співачкою.

### Перші успіхи
Микола Рубінштейн узяв найактивнішу участь у долі молодої співачки. Незважаючи на те, що після смерті Павла Кадміна в тому ж 1870 році його сім'я залишилася без грошей, Рубінштейн допоміг дівчині не тільки стати студенткою Московської консерваторії по класу співу, але ще й отримувати стипендію.
Серед вчителів Кадміної були такі заслужені діячі мистецтва, як Олександра Кочетова, Іван Самарін і Петро Чайковський. Згодом, зачарований «оксамитовим багатим мецо-сопрано» Кадміної, Чайковський написав спеціально для неї музику до весняної казки Олександра Островського «Снігуронька».
У вісімнадцять років відбувся її сценічний дебют. Микола Рубінштейн запросив акторку-початківицю на роль Орфея в опері Глюка «Орфей і Еврідіка». Присутні в глядацькому залі Петро Чайковський і Микола Кашкін в один голос відзначали:
|  | Сценічна гра і спів Кадміної видають в ній цілком зрілу акторку. Вона володіє надзвичайним, видатним талантом драматичної акторки й внутрішнім почуттям прекрасного на сцені. І на додаток до всього вона надзвичайно приваблива. |

### Оперна кар'єра

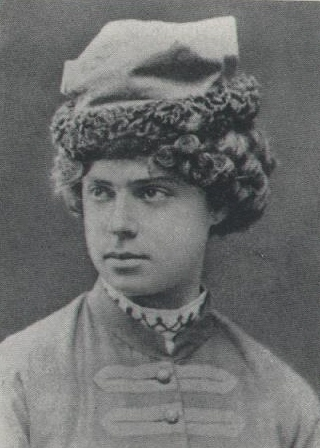
Євлалія Кадміна в ролі Вані в опері Глінки «Життя за царя» (1873)

#### Москва
Після закінчення консерваторії зі срібною медаллю в 1873 році Кадміна отримує запрошення спробувати себе на сцені Большого театру. Її перший професійний виступ відбувся 30 квітня (12 травня) 1873 в опері Михайла Глінки «Життя за царя». Виконання ролі Вані було високо оцінено. «Оксамитове багате меццо-сопрано», — такими були відгуки прискіпливих критиків.
А далі були бояриня Морозова в «Опричнику» Петра Чайковського, княгиня в «Русалці» Олександра Даргомижського, Рогніда в однойменній опері Олександра Сєрова і ще багато інших ролей. Тільки ось задоволення чомусь не було, Євлалія Павлівна хотіла чогось більшого, вона відчувала, що сцена Большого театру не дає їй можливості проявити свій талант у всій повноті.
Вже в ті роки вона скандалила, впадала в істерики, уважно стежила за тим, що про неї пишуть в пресі, й обурювалася в разі найменшого критичного зауваження, могла відлупцювати парасолькою журналіста або ж накричати під час репетиції на статистів. Вона сама розуміла нестерпність свого характеру й в одному з офіційних паперів навіть підписалася «божевільна Євлалія». Де б Кадміна не працювала, вона ні з ким не могла ужитися.

#### Санкт-Петербург
У 1875 році Кадміна вирішує не продовжувати контракт із Большим театром і приймає запрошення працювати в Маріїнському театрі в Санкт-Петербурзі. Її виконанням ролі боярині Морозової в «Опричнику» й Ратмира в опері «Руслан і Людмила» спочатку захоплювалися. Однак незабаром стали з'являтися й критичні відгуки про її спів, все частіше їй дорікали, що її голос недостатньо сильний для сцени Маріїнського театру.

#### Італія
У лютому 1876 року Кадміна йде з Маріїнського театру й повертається в Москву, де з'являється в декількох постановках Большого театру, а потім інкогніто їде в Італію. Вона проводить в Італії два роки (з весни 1876 по осінь 1878), удосконалюючи техніку співу. Саме там вона пробує співати ролі сопрано. Спочатку це лестить її самолюбству, але в майбутньому буде мати найважчі наслідки. Кадміна співає в Неаполі, Турині, Флоренції й навіть у Мілані, й всюди її незмінно супроводжує оглушливий успіх. Яскрава магічна зовнішність актриси звертає на себе увагу.
Однак після виступів Кадміна все частіше відчуває себе самотньою. Перебуваючи в Мілані, вона сильно хворіє. Запрошений до неї молодий лікар Ернесто Фальконі (за іншими даними — Форконі), пристрасно закохується в Кадміну. Вона відповідає йому взаємністю, й незабаром молоді люди вступають у шлюб.

#### Київ
У 1878 році Кадміна приймає запрошення працювати в Києві. Вона переїжджає туди з чоловіком, і незабаром з великим успіхом співає на сцені Київського театру. На прем'єрі опери «Аїда» завісу піднімали п'ятнадцять разів. Потім була успішна партія Маргарити в «Фаусті» Шарля Гуно, потім — «Гугеноти» Джакомо Меєрбера й «Русалка» Олександра Даргомижського. Вона пробує себе й у драматичному театрі, з успіхом зігравши в «Грозі» Олександра Островського.
Однак у Кадміної була конкурентка — Емілія Павловська. Її прихильники не приймали Кадміну, демонстративно її освистували, підкуповували пресу. В такій напруженій обстановці Євлалії було важко працювати. У сімейному житті теж почався розлад: Ернесто Фальконе сильно ревнував дружину, все частіше виникали сварки, як наслідок подружжя зі скандалом розлучилося: Фальконе поїхав в Італію, а Кадміна — до Харкова.

#### Харків

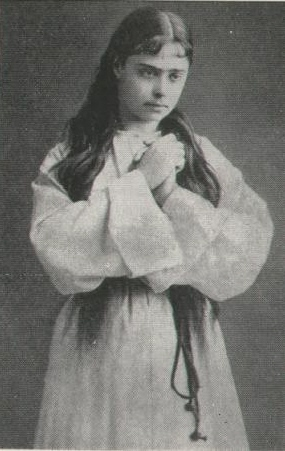
Євлалія Кадміна в ролі Берти в опері Джакомо Меєрбера «Пророк» (1880)

У 1880 році акторка поїхала до Харківського оперного театру, де залишилася працювати, але недовго, лише один сезон. Через захоплення партіями сопрано співачка почала втрачати голос. Оперу довелося залишити та перейти до драматичного театру.
Дебютною роллю як драматичної актриси стала роль Офелії в постановці «Гамлет» у грудні 1880 року. Гра Кадміної була дуже прихильно прийнята критиками. Наступного 1881 року вона зіграла понад двадцять ролей. Усюди її супроводжував успіх, публіка її любила, чергувала біля дверей театру, проте дедалі частіше акторку охоплювала туга та самотність. В особистому житті все було складно.

### Смерть
У 1881 році Кадміна закохується в офіцера. Її обранець, що походив із збіднілого дворянського роду, незабаром вирішує одружуватися й підшукує вигідну партію. Намагаючись уникнути душевних мук, Кадміна з головою занурюється в роботу.

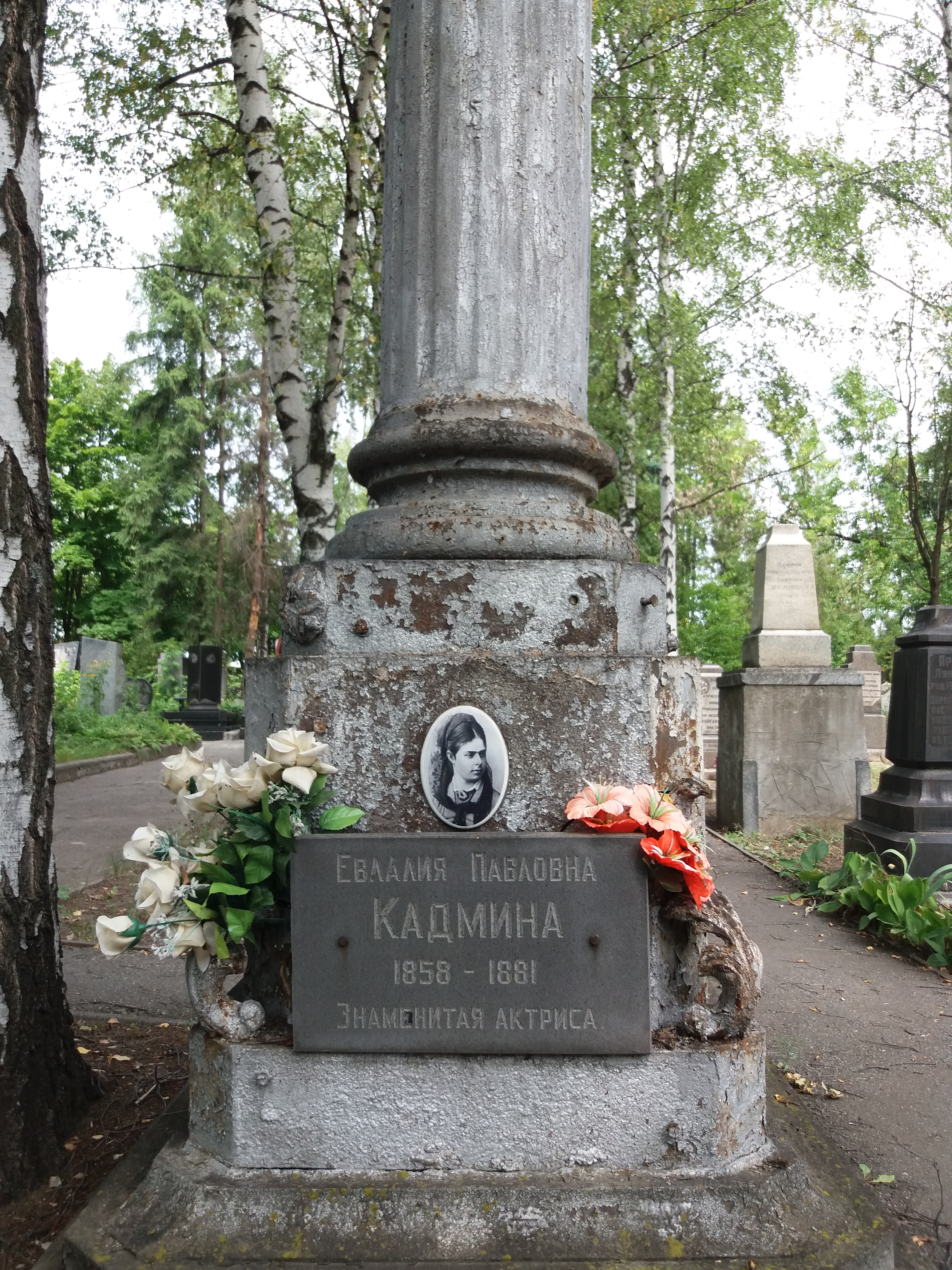
Могила Євлалії Кадміної на Тринадцятому міському кладовищі

Проте 4 (16) листопада 1881 року офіцер приходить разом зі своєю нареченою на спектакль, де Кадміна виконувала головну роль у п'єсі Олександра Островського «Василиса Мелентьєва». Побачивши в залі для глядачів коханого з нареченою, в антракті Кадміна знайшла у вбиральні коробок сірників, відламала фосфорні головки, залила їх чаєм і випила цю суміш. Пролунав дзвінок, акторка вийшла на сцену й навіть почала грати, але, на жах перших рядів, раптом смертельно зблідла й упала непритомна. Завісу закрили, спектакль припинили. Лікарі нічого не змогли зробити. Євлалія Кадміна померла через шість днів у муках.
Євлалія Кадміна покоїться на Тринадцятому міському цвинтарі Харкова. Початкове місце поховання — Івано-Усікновенський цвинтар (Перше міське кладовище), на місці якого був розбитий у 1970-х роках Молодіжний парк. Тоді ж прах акторки, як і останки інших відомих харків'ян, був перенесений на нинішнє місце в кінці Пушкінської вулиці.